# Alpinia glabrescens
Alpinia glabrescens är en enhjärtbladig växtart som beskrevs av Henry Nicholas Ridley. Alpinia glabrescens ingår i släktet Alpinia och familjen Zingiberaceae. Inga underarter finns listade i Catalogue of Life.